# Valeri Bojinov
Valeri Emilov Bojinov (în bulgară Валери Емилов Божинов; n. 15 februarie 1986) este un fotbalist bulgar care joacă pe postul de atacant pentru Levski Sofia.
De-a lungul carierei sale, Bojinov a jucat pentru cincisprezece cluburi diferite în diferite din Italia, precum și din Anglia, Portugalia, Bulgaria, Serbia, China și Elveția. La nivel internațional, a jucat și pentru echipa națională a Bulgariei.

## Biografie
Născut la Gorna Oreahovița, Bulgaria, Bojinov s-a mutat în Malta la vârsta de 12 ani cu mama sa, Pepa, fostă jucătoare a echipei naționale de fotbal a Bulgariei, și tatăl său vitreg Sașo Angelov, care a jucat pentru echipa națională de fotbal a Bulgariei în anii 1990..
Bojinov a fost descoperit la vârsta de 14 ani de către directorul sportiv Lecce, Pantaleo Corvino, în timp ce juca pentru Pietà Hotspurs și a semnat pentru doar 30.000.000 ITL (în jur de 15.000 €).

## Cariera pe echipe

### Lecce
Bojinov s-a stabilit în orașul Lecce și și-a continuat studiile acolo în timp ce juca pentru echipele de tineret ale lui Lecce. A debutat în Seria A la 22 ianuarie 2002, la vârsta de 15 ani și 11 luni, devenind cel mai tânăr jucător străin care a jucat în Serie A. A marcat primul său gol în divizia de vârf la 6 ianuarie 2004, într-o înfrângere scor 1-2 împotriva Bolognei..

### Fiorentina
Bojinov a fost achiziționat de Fiorentina în ianuarie 2005. El și-a făcut debutul pentru club pe 2 februarie 2005 împotriva lui Palermo, jucând întregul meci. La 26 februarie 2005, a marcat primul gol pentru Fiorentina, împotriva lui Udinese. La 8 mai 2005, Bojinov a marcat golul victoriei în minutul 79 împotriva lui Chievo la Stadio Marc'Antonio Bentegodi cu o victorie de 1-2. În sezonul 2004-2005, Bojinov a jucat în total nouă meciuri, marcând două goluri.

### Juventus
Pentru sezonul 2006-2007, Fiorentina l-a împrumutat pe Bojinov lui Juventus, care tocmai a fost retrogradat la Serie B, echipă pentru care a marcat cinci goluri în optsprezece meciuri.

### Manchester City
La 3 august 2007, s-a anunțat faptul că Bojinov a fost transferat de clubul englez de Premier League Manchester City, cu care a semnat un contract de patru ani, cu suma de transfer nefiind făcută publică. La 11 august 2007, el și-a făcut debutul pentru club într-o victorie cu 0-2  împotriva lui West Ham United la Boleyn Ground, când a intrat în locul lui Rolando Bianchi în minutul 60 al meciului de campionat.
Bojinov s-a accidentat la ligamentele genunchiului în meciul împotriva lui Manchester United din august 2007, accidentare în urma căreia a lipsit cinci luni. El a revenit la antrenamente la 22 ianuarie 2008, marcând cinci goluri într-un amical. La 11 februarie 2008, Bojinov a jucat într-un meci al echipei de rezerve a lui Manchester City, în care a intrat pe teren din postura de rezevă și a înscris un gol cu capul dintr-o centrare trimisă de Émile Mpenza. Antrenorul lui Manchester City, Sven-Göran Eriksson, i-a transmis lui Bojinov că nu va fi gata să joace în meciul cu Everton la 25 februarie 2008. El nu a reușit să se întoarcă în prima echipă în sezonul 2007-2008, dar a jucat în câteva meciuri pentru echipa de rezervă și a fost inclus în turneul lui City din Asia.
Bojinov a marcat primul gol pentru club în mai mult de un an într-un amical de dinaintea sezonului împotriva lui Stockport County. El a marcat, de asemenea, golul victoriei într-un amical împotriva lui AC Milan pe 9 august 2008. La 17 august 2008, Bojinov a lipsit timp de șase luni din cauza unei accidentări la tendonul lui Ahile în timp ce făcea încălzirea înainte de meciul cu Aston Villa.
La mijlocul lunii februarie 2009, antrenorul echipei Manchester City, Mark Hughes, a declarat că Bojinov va juca un meci școală „în spatele ușilor închise”, pe măsură ce se apropie de întoarcerea sa la prima echipă. A jucat 65 de minute pentru echipa rezerve pe 17 februarie 2009. El a marcat chiar din penalty împotriva rivalei Manchester United într-un meci al echipei de rezerve.
Bojinov a revenit în Premier League intrând în minutul 89 împotriva lui West Ham la 1 martie 2009. A intrat din nou pe final de meci pentru Manchester City în minutul 83 în locul lui Elano împotriva lui Aston Villa. Bojinov a fost pentru prima dată titular din 2007, într-o victorie cu 1-0 pe teren propriu cu Sunderland la 22 martie 2009, dar a fost înlocuit în minutul 65 de Craig Bellamy care își revenise și el dintr-o accidentare. El a înscris primul gol în campionat în meciul pierdut cu 2-1 împotriva lui Tottenham Hotspur pe 16 mai 2009, la patru minute după ce a intrat pe teren în locul compatriotului Martin Petrov în minutul 61 pe White Hart Lane.

### Parma
La 29 iulie 2009 a fost anunțat faptul că Bojinov se va alătura echipei italiene Parma sub formă de împrumut. A ales să poarte numărul 86 pe tricou. La 23 septembrie 2009 a marcat primul gol oficial pentru Parma împotriva lui Lazio la Stadio Olimpico. El a marcat, de asemenea, dintr-un penalty pentru echipa sa; meciul s-a încheiat cu o victorie scor 1-2. La data de 24 martie 2010, Bojinov a marcat împotriva lui AC Milan în minutul 90, în victoria de acasă cu 1-0. În sezonul 2009-2010, Bojinov a jucat 31 de partide în toate competițiile, marcând opt goluri.
La 4 iulie 2010, s-a confirmat faptul că Parma a l-a cumpărat definitv pe Bojinov. Cu toate acestea, Bojinov a avut un sezon dificil, cu evoluții slabe și puține.

### Sporting CP
La 6 iulie 2011, echipa portugheză Sporting CP a semnat cu Bojinov un contract pe cinci ani, plătindu-i 2,6 milioane de euro pentru 80% din drepturile sale federative, care ar fi putut crește până la 3,5 milioane de euro în funcție de performanțele sale. Din transferul său la Sporting a făcut parte și mijlocașul chilian Jaime Valdés, care a fost trimis sub formă de împrumut la Parma ca parte a schimbului.
În timpul petrecut la Lisabona, a fost folosit de către antrenorul Domingos Paciência mai mult ca rezervă. El a debutat în prima sa echipă pe 25 august împotriva echipei daneze Nordsjælland într-un meci de UEFA Europa League. El ar înscris pentru prima dată pentru Sporting pe 24 octombrie împotriva lui Gil Vicente. A marcat o dublă împotriva lui Barcelos, cu Bojinov ajutându-și echipa să învingă cu 6-1 într-un meci din campionatul portughez.
La 20 ianuarie 2012, Sporting l-a declarat pe Bojinov persona non-grata, interzicând jucătorului să intre pe stadion sau pe terenurile de antrenament ale academiei, datorită acțiunilor sale din meciul din Taça da Liga împotriva lui Moreirense, jucat în ziua precedentă. În minutul 92, Sporting a primit un penalty decisiv, care, dacă ar fi fost transformat, ar fi adus echipei victoria. Mijlocașul lui Sporting, Matías Fernández, era fost pregătit să bată lovitura, dar Bojinov i-a luat mingea, împingându-l și insistând să bată el, în ciuda faptului că nu executase niciun penalty pentru Sporting și niciun penalty într-un meci oficial din 2006. Nu a reușit să înscrie, înfuriindu-i pe suporterii și antrenorul lui Sporting, care l-a suspendat pe Bojinov din cauza faptului că nu a respectat decizia antrenorului și regulile clubului. În urma acestui incident a fost împrumutat la Lecce.

#### Împrumuturile la Verona și Vicenza
La 31 august 2012, s-a anunțat că Bojinov a devenit oficial jucătorul Veronei, la care a fost împrumutat timp de un an, însă a jucat numai jumătate de an aici, pentru că pe 17 ianuarie 2013, el a fost împrumutat la Vicenza pentru șase luni. A marcat primul său gol în al doilea meci pentru Vicenza împotriva lui Juve Stabia pe 2 februarie. Bojinov a înscris din nou pe 26 februarie o dublă împotriva lui Grosseto într-o victorie cu 2-1.
La 6 septembrie 2013, contractul dintre Bojinov și Sporting a fost reziliat.

### Levski Sofia
În ultima zi a lunii ianuarie 2014, s-a anunțat că Bojinov a semnat un contract cu echipa bulgară Levski Sofia. Pentru prima oară în carieră, el a jucat pentru un club din țara sa de origine. El a marcat un gol la debutul său neoficial pe 7 februarie, într-un meci amical pierdut cu 2-4 cu echipa cehă Teplice. Bojinov a înscris primul gol într-un meci oficial pe 12 martie într-o victorie de 3-1 cu Botev Plovdiv într-un meci din Cupa Bulgariei. La 11 mai 2014, Bojinov a înscris două goluri în meciul pierdut acasă cu 2-3 împotriva campioanei en-titre Ludogoreț Razgrad.

### Ternana
În septembrie 2014, Bojinov și-a reziliat contractul cu Levski și a ajuns la echipa de Serii B Ternana, cu care a semnat din postura de jucător liber de contract. A debutat la Bologna pe 23 septembrie, jucând în total 90 de minute. La 4 noiembrie, împotriva lui Virtus Entella la Stadio Comunale, Bojinov a marcat primul gol pentru Ternana, cel prin care echipa sa a egalat în minutul 49 într-o înfrângere cu 2-1. La 17 ianuarie 2015, Bojinov a marcat o dublă în victoria cu 2-1 de pe teren propriu cu Crotone; al doilea gol a fost marcat dintr-o lovitură fantastică de la 40 de metri.

### Partizan
La 14 iunie 2015, Bojinov a semnat un contract pe doi ani cu echipa sârbă Partizan. Fostul jucător al lui Partizan și internaționalul bulgar Ivan Ivanov i-a recomandat lui Bozinov Partizanul. Bojinov a primit numărul 86 și a spus că este numărul lui norocos și de aceea a ales să-l poarte pe tricou. El și-a făcut debutul pentru club în a doua rundă de calificare în UEFA Champions League împotriva lui Dila Gori, la 14 iulie 2015. În meci, a petrecut 77 de minute pe teren fără a înscrie. La 17 iulie 2015, împotriva lui Metalac, Bojinov a marcat primul său gol pentru Partizan. În acel meci, a înscris un gol și a dat două pase de gol într-o victorie acasă cu 4-0. La 25 iulie 2015, Bojinov a marcat de două ori împotriva lui Jagodina într-o victorie cu 6-0.
La 22 octombrie 2015, Bojinov a fost titular în partida cu Athletic Bilbao din primul meci al grupelor UEFA Europa League din 2015-2016. La 13 decembrie 2015, Bojinov a intrat pe teren din postura de rezervă în locul lui Ivan Šaponjić în minutul 59 și a marcat o dublă împotriva lui Rad. În iarna anului 2016, Partizan a refuzat două oferte separate de 2 milioane de euro venite atât din partea lui Sporting de Gijón, cât și din partea lui Rayo Vallecano pentru Bojinov. În ianuarie 2016, în timpul unui interviu, el a promis oricărui coleg de echipă care îi va da o pasă de gol 500 de euro. La 17 februarie 2017 și-a reziliat contractul cu Partizan de comun acord.

### Meizhou Hakka
În martie 2017, el a semnat cu clubul chinez din liga secundă Meizhou Hakka.

### Lausanne
În iulie 2017, Bojinov a semnat un contract pe doi ani cu echipa elvețiană Lausanne; totuși, în octombrie, și-a reziliat contractul cu clubul.

### Rijeka
În februarie 2018, Bojinov a semnat cu Rijeka din Croația ca jucător liber de contract. El a fost inițial semnat până în iunie 2018 cu o opțiune de extindere. El și-a făcut debutul oficial pentru club în semifinala Cupei Croației la fotbal din 2017-2018 împotriva lui Dinamo Zagreb la 4 aprilie 2018, intrând pe teren în minutul 78. În debutul său în campionat împotriva lui Inter Zaprešić, la 8 mai 2018, Bojinov a intrat în minutul 76 și în mai puțin de trei minute de când a intrat pe teren a dat o pasă de gol pentru al 5-lea gol al lui Rijeka. La 5 iunie 2018, contractul lui Bojinov a fost prelungit pentru un alt sezon. la 20 august 2018, HNK Rijeka și Bojinov au convenit de comun acord să-și rezilieze contractul cu clubul.

## La națională

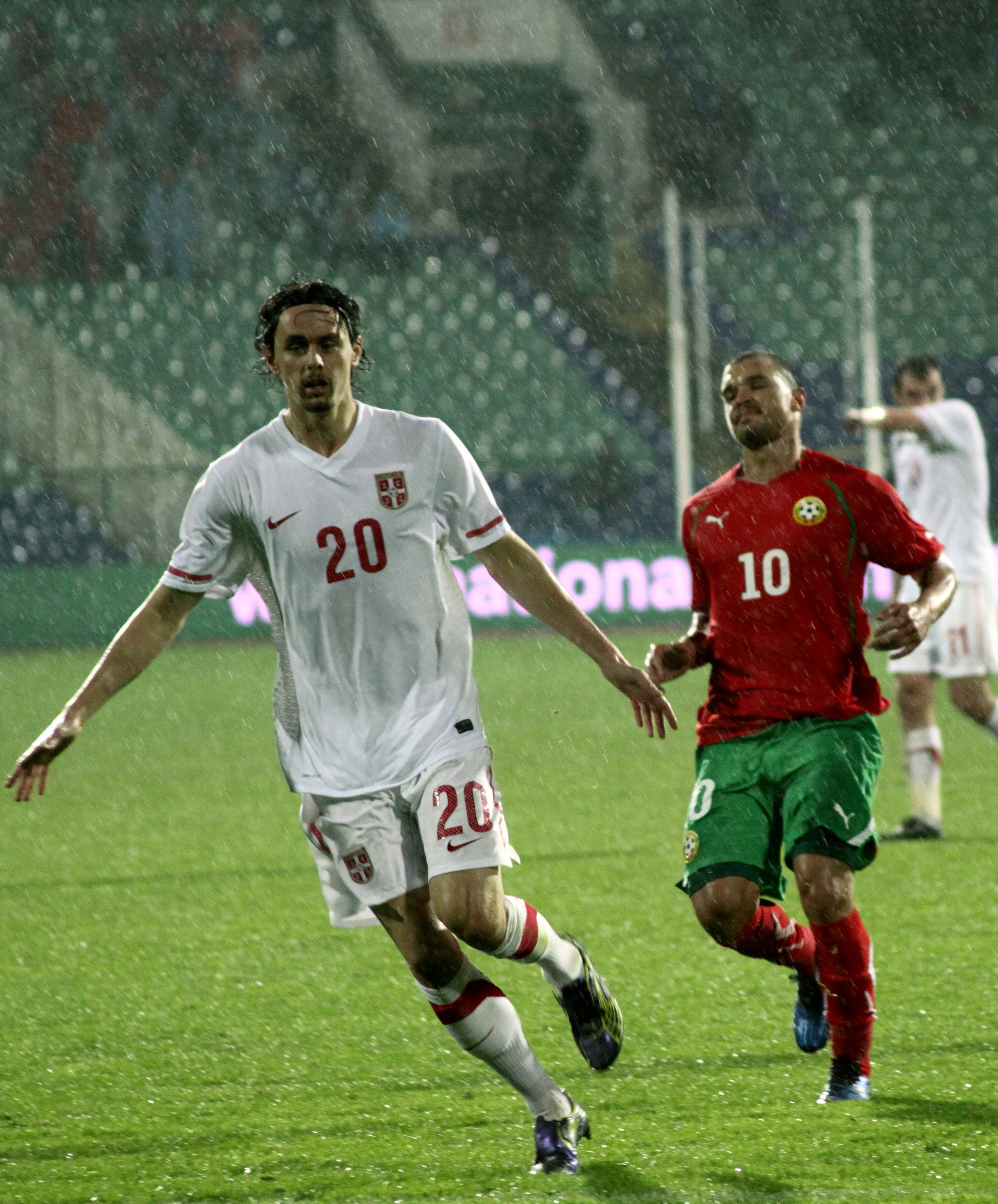
Bojinov (dreapta) jucând pentru Bulgaria în noiembrie 2010

Bojinov a debutat pentru Bulgaria la UEFA Euro 2004 pe 22 iunie 2004, când a intrat pe teren în partida pierdută cu 1-2 împotriva Italiei. El a marcat cel de-al doilea gol pe 19 august 2004 în remiza 1-1 împotriva Irlandei într-un meci amical în care a marcat și primul său gol la națională.
La 17 noiembrie 2005, Bojinov a înscris un gol împotriva Mexicului într-un meci amical în Statele Unite la stadionul NRG, contribuind la o victorie cu 3-0. La 6 septembrie 2006, Bojinov a marcat primul său gol la națională într-un meci oficial împotriva Sloveniei, într-o victorie cu 3-0 pe teren propriu în calificările pentru UEFA Euro 2008. A fost, de asemenea, primul gol marcat de Bulgariei în calificările pentru Euro 2008.

## Stilul de joc
Odată considerat un tânăr de perspectiv, Bojinov este cunoscut pentru tehnica și abilitățile sale de marcator ca atacant fiind capabil să marcheze cu ambele picioare, având un șut puternic și precis, care i-a permis să joace alături de un alt atacant ca un al doilea atacant, sau ca extremă pe ambele flancuri, precum si în centrul terenului; un fotbalist rapid, el a fost cunoscut și pentru viteza pe distanțe scurte, agilitatea și accelerația explozivă, precum și picioarele sale rapide și controlul strict al balonului în spații limitate. În ciuda talentului său, totuși, el și-a câștigat, de asemenea, o reputație pe tot parcursul carierei de jucător inconstant.

## Viața personală
Bojinov a fost într-o relație cu cântăreața bulgara Alisia. La 12 septembrie 2007, el a devenit tatăl unui copil. Pe fiul său îl cheamă tot Valeri. A fost căsătorit cu Playmate-ul Playboy Nikoleta Lozanova.